# Menhire von Barbouly

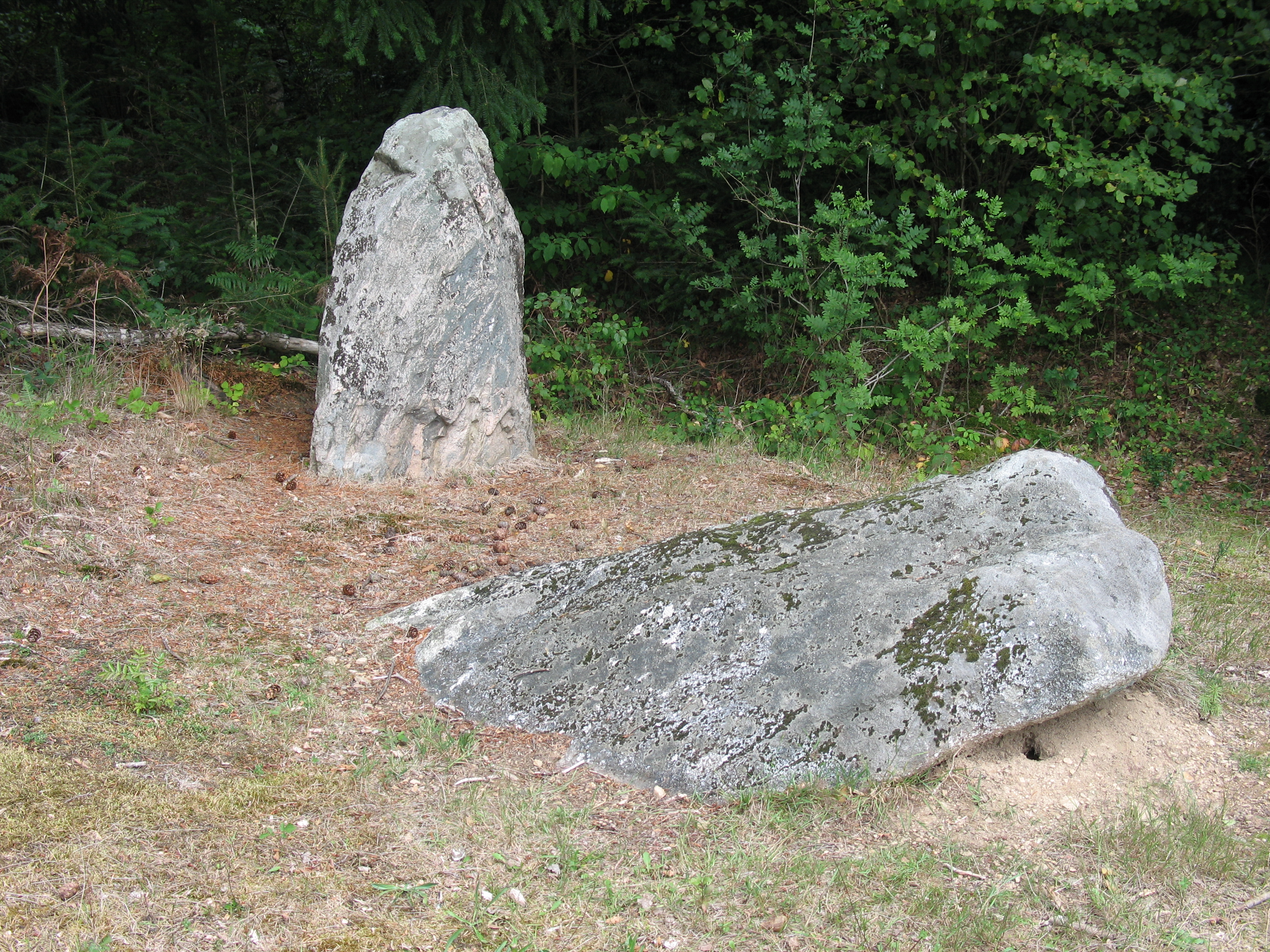
Menhire von Barbouly

Die Menhire von Barbouly (auch Sainte-Christine Alignement genannt) sind die Reste einer Steinreihe am See „L’Etang des Planches“ im Weiler Barbouly, westlich von Sainte Christine, nordwestlich von Clermont-Ferrand im Département Puy-de-Dôme in Frankreich.
Die Menhire von Barbouly befinden sich etwa zehn Meter vom See entfernt. Es sind ein etwa 2,5 m langer liegender (couché) grauer Stein und der etwa zwei Meter entfernte 1,25 m hohe stehende Stein; beide bestehen aus Granit.